# Христо и Никола Пулиеви
Христо и Никола Пулиеви (родени около 1835 – 1840 г., Свищов – починали в края на XIX век) са български търговци и предприемачи от периода на Българското възраждане. Те са синове на Теодор Пулиев и продължават и разширяват търговската дейност на фамилията и фирмата „Пулиеви–Георгиеви“, която има ключова роля в развитието на търговията по река Дунав и Черно море през XIX век.

## Биография
Христо и Никола Пулиеви се раждат в Свищов около 1835 – 1840 г. Още в младежките си години започват да участват активно в семейните предприятия в международната търговия.
След смъртта на баща си Теодор Пулиев през 1868 г., братята поемат управлението на търговската къща „Пулиеви–Георгиеви“. Те засилват търговските връзки и увеличават обема на износа.

## Търговска дейност
Под ръководството на Христо и Никола фирмата изгражда силни връзки с търговци и складове в румънските градове Галац и Браила, както и с пазарите в Одеса, Цариград и Букурещ.
Основните стоки, с които търгуват, включват пшеница и други зърнени култури, кожи и кожени изделия, вино и други селскостопански продукти. Те са сред първите български търговци, които въвеждат модерни банкови и застрахователни практики за по-сигурно управление на търговските сделки.
Според изследванията на историка Ивайло Найденов, Христо и Никола управляват част от търговските операции от Свищов и дунавските пристанища, докато техният партньор Евлогий Георгиев оперира в Карлово и Букурещ.

## Обществена дейност
Братята Пулиеви са активни дарители и спомоществователи на националното възраждане. Те подкрепят български училища, читалища и църкви, включително в Свищов и Русе. В периода на националноосвободителните движения участват в благотворителни кампании за подпомагане на бежанци и революционери.

## Наследство
Дейността на Христо и Никола Пулиеви остава пример за предприемачески дух и обществен ангажимент в периода на българското възраждане. Тяхната търговска къща допринася за икономическото развитие на българските земи и създава условия за по-нататъшно модернизиране на икономиката.

## Вижте още
- Теодор Пулиев
- Евлогий Георгиев
- Свищов
- Българско възраждане